# Kaori Kawakami
Kaori Kawakami, coniugata Kusuda (川上 香穂里?, Kawakami Kaori; Samukawacho, 29 maggio 1974), è un'ex cestista giapponese.

## Carriera
Con il Giappone ha disputato i Giochi olimpici di Atene 2004 e due edizioni dei Campionati del mondo (1998, 2002).